# Srbice (Mochtín)
Srbice jsou vesnice, část obce Mochtín v okrese Klatovy v Plzeňském kraji. Nachází se asi 1,5 kilometru jihozápadně od Mochtína. Je zde evidováno 84 adres. V roce 2011 zde trvale žilo 121 obyvatel.
Srbice leží v katastrálním území Srbice u Mochtína o rozloze 2,77 km².

## Historie
První písemná zmínka o vesnici pochází z roku 1379.

## Obyvatelstvo
| Rok            | 1869 | 1880 | 1890 | 1900 | 1910 | 1921 | 1930 | 1950 | 1961 | 1970 | 1980 | 1991 | 2001 | 2011 | 2021 |
| -------------- | ---- | ---- | ---- | ---- | ---- | ---- | ---- | ---- | ---- | ---- | ---- | ---- | ---- | ---- | ---- |
| Počet obyvatel | 257  | 237  | 192  | 197  | 233  | 244  | 245  | 136  | 136  | 116  | 101  | 86   | 91   | 121  | 144  |
| Počet domů     | 29   | 32   | 32   | 31   | 33   | 34   | 38   | 40   | 35   | 32   | 27   | 30   | 28   | 37   | 51   |

## Obecní správa
Při sčítání lidu v letech 1850–1899 Srbice byly osadou obce Křištín v okrese Klatovy. V letech 1900–1962 byly samostatnou obcí v okrese Klatovy. Od roku 1963 jsou částí obce Mochtín v okrese Klatovy. V letech 1900–1929 k obci patřil Újezdec.

## Pamětihodnosti
- Kaplička svatého Jana Nepomuckého
- Zemědělský dvůr čp. 16

## Galerie

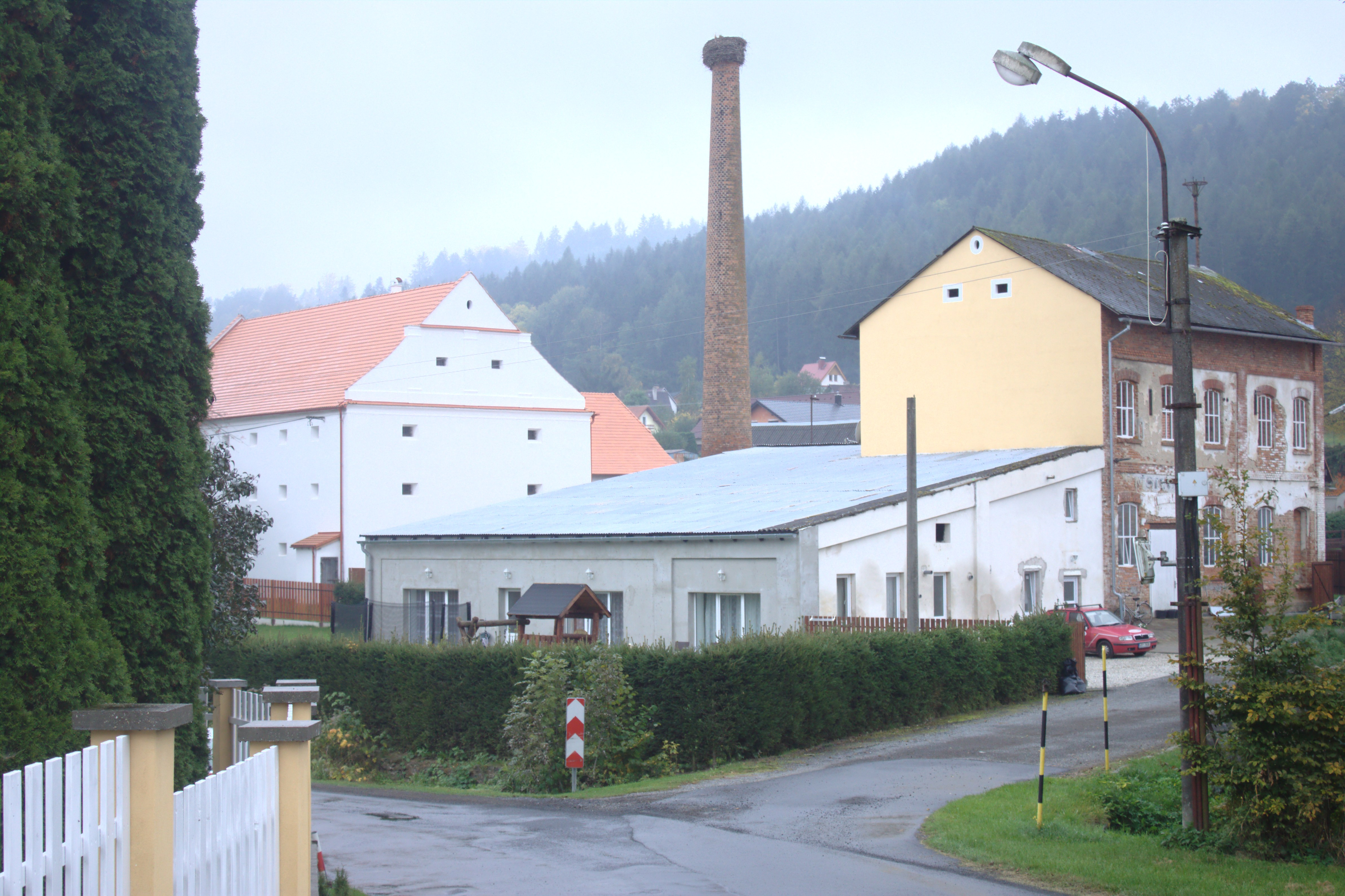
Mlýn
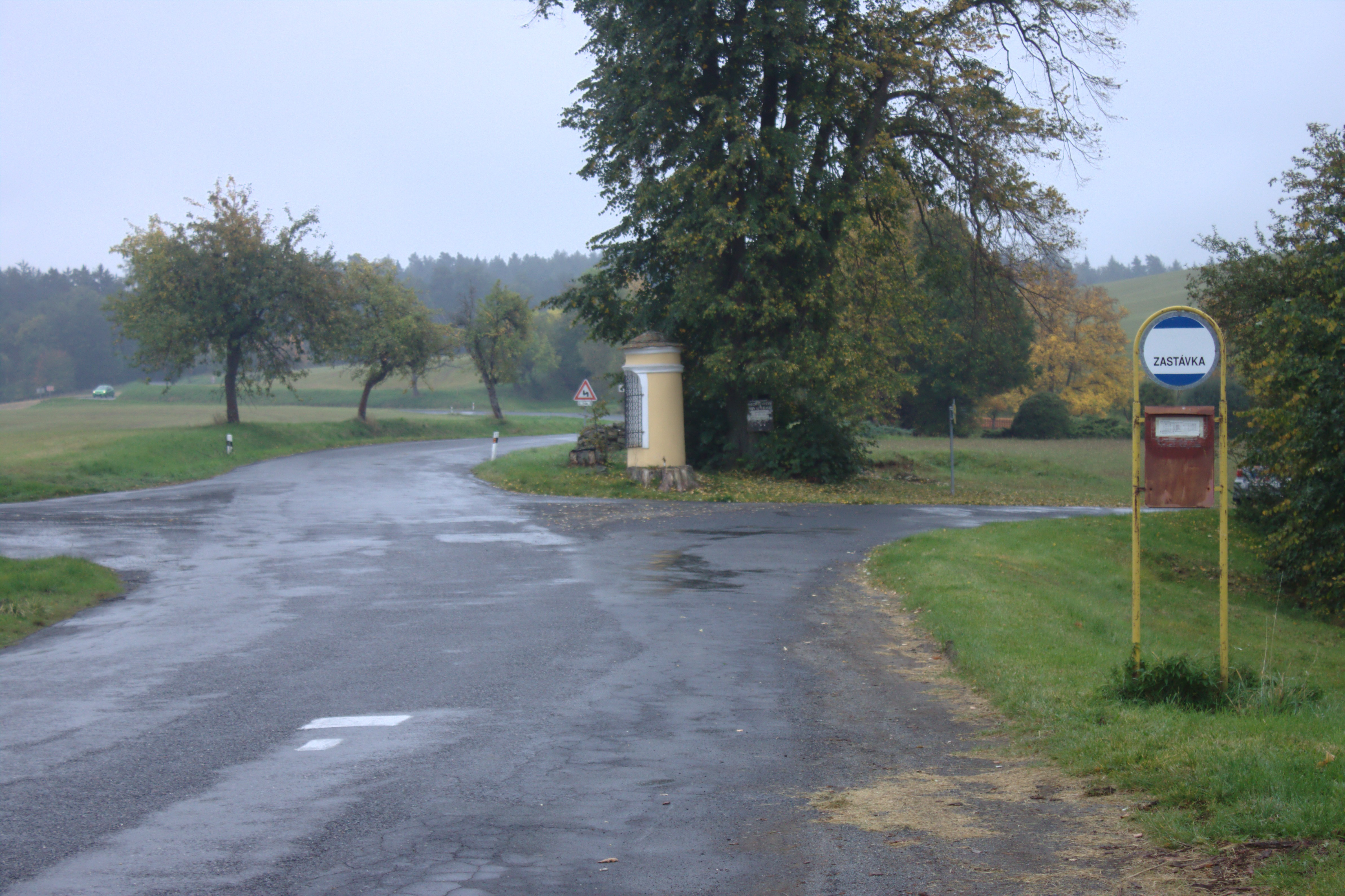
Křižovatka
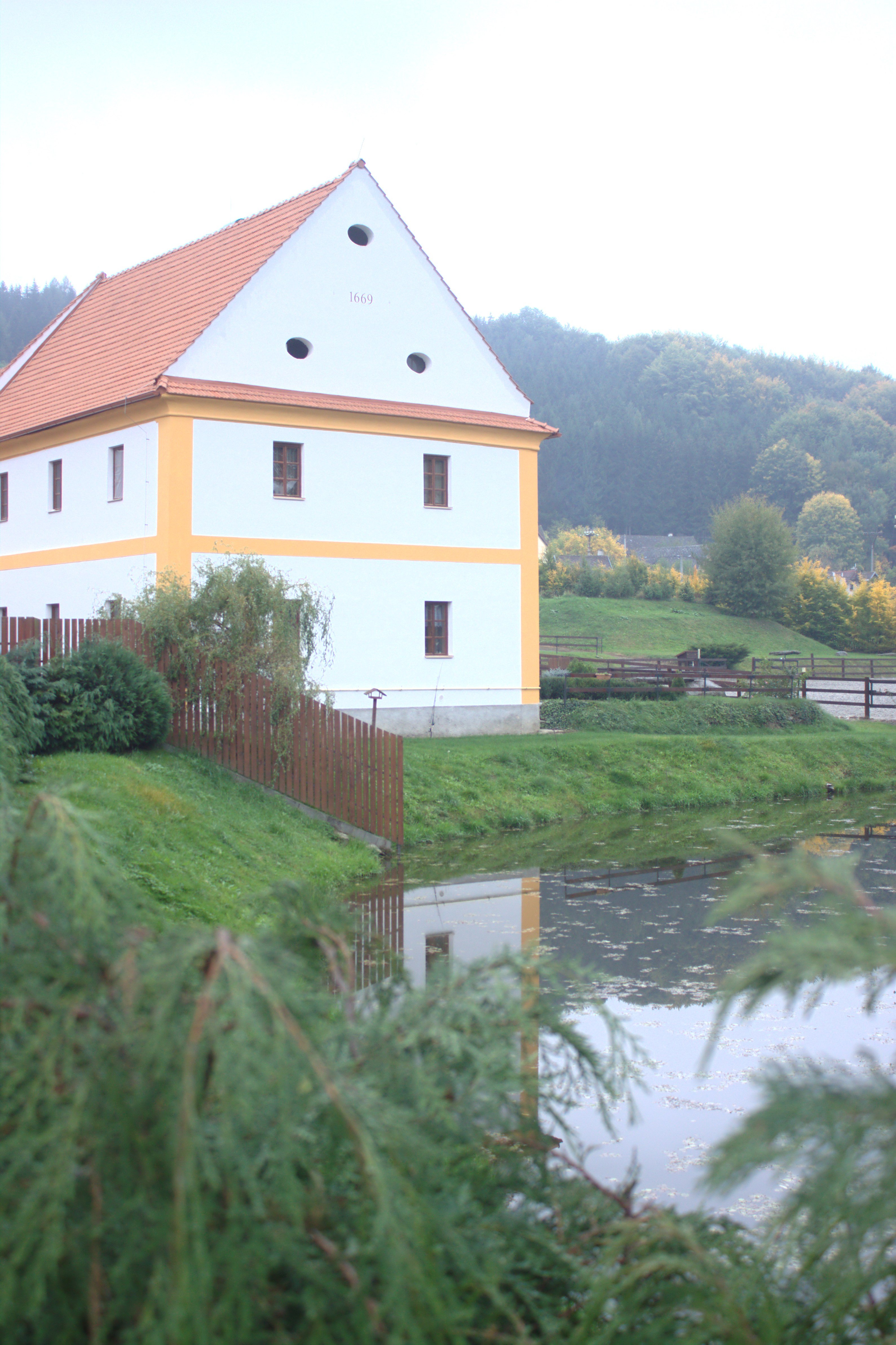
Rybník